# Carlos Alejandro Sierra Fumero
Carlos Alejandro Serra Fumero, conegut com a Sandro, és un exfutbolista canari. Va néixer en la localitat costanera de Las Galletas, pertanyent al municipi d'Arona, al sud de l'illa de Tenerife, el 14 d'octubre de 1974. Jugava com mitjapunta.
Format en les categories inferiors del Reial Madrid va donar el salt al primer equip, sent Jorge Valdano entrenador, durant la temporada 1994-95. En finalitzar la campanya següent va abandonar la disciplina de l'equip blanc i va jugar durant dues temporades en la UD Las Palmas.
En 1997 es va incorporar al Màlaga CF, amb el qual ha jugat diversos anys en primera divisió, fins al seu fitxatge pel Llevant UE en la temporada 2003-04. En la campanya 2006-07 després d'acabar el seu contracte amb el Llevant retorna al Màlaga.
El futbolista va penjar les seves botes després d'expirar el seu contracte el 30 de juny de 2008. El president malacità li va oferir el lloc de director tècnic, que el futbolista va acceptar després de descartar la seva continuïtat en la plantilla.
A tall d'anècdota, el 2008, Sandro va ser el pregoner de la Fira d'Agost de Màlaga.

## Clubs
- Reial Madrid Castella - 1993 - 1996
- Reial Madrid - 1994 - 1996
- UD Las Palmas - 1996 - 1997
- Màlaga CF - 1997 - 2003
- Llevant UE - 2003 - 2006
- Màlaga CF - 2006 - 2008

## Títols
- Lliga espanyola 94/95
- Copa Iberoamericana 1994